# Raymond Weil
 (septembre 2022).
Si vous disposez d'ouvrages ou d'articles de référence ou si vous connaissez des sites web de qualité traitant du thème abordé ici, merci de compléter l'article en donnant les références utiles à sa vérifiabilité et en les liant à la section « Notes et références ».
 (septembre 2022).
Pour les articles homonymes, voir Weil.
Raymond Weil est une entreprise suisse fabriquant, distribuant et vendant des montres de luxe. Fondée en 1976 à Genève par Raymond Weil, elle fait partie des dernières marques indépendantes de l’industrie horlogère de luxe suisse.

## Histoire

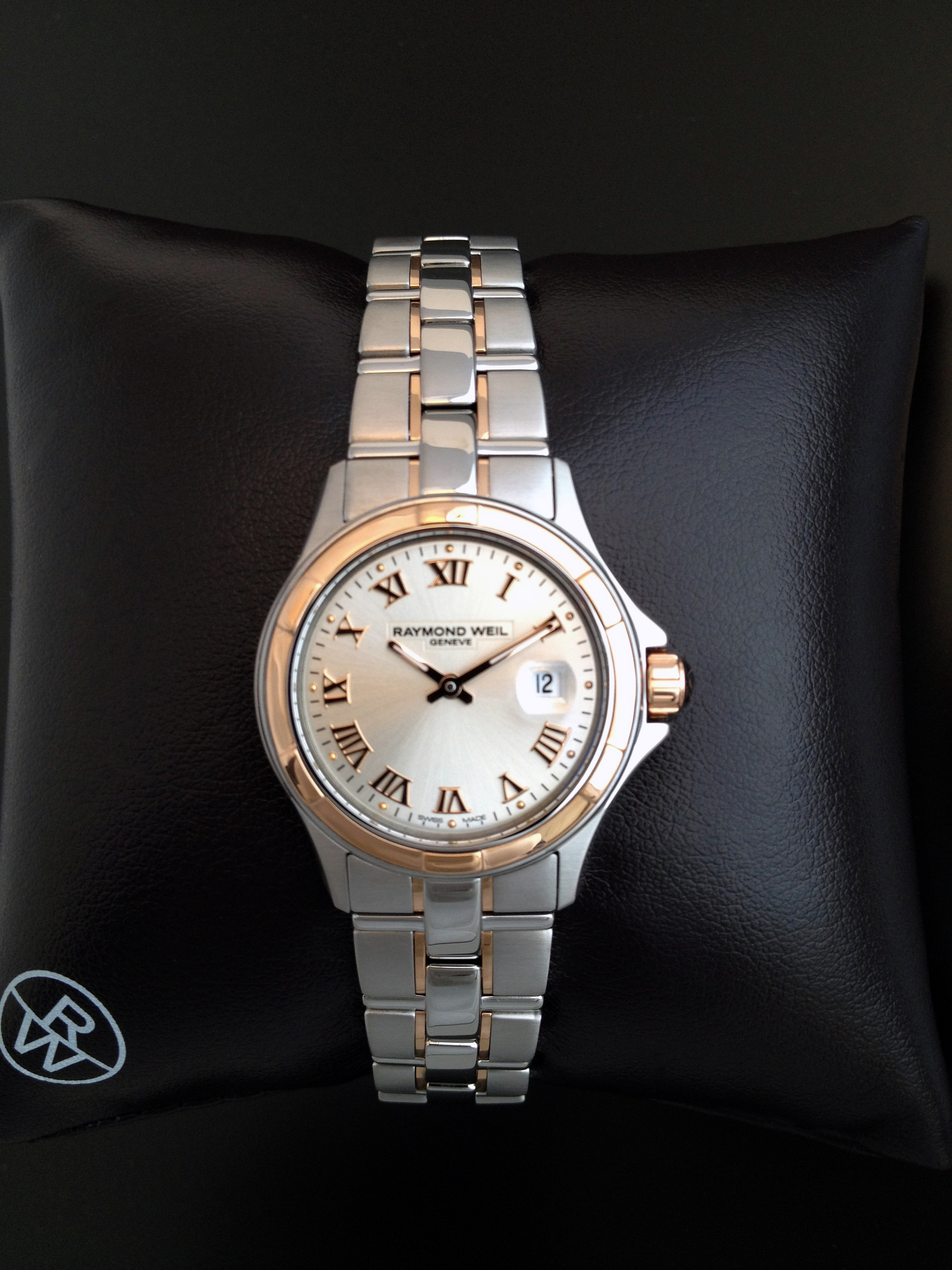
Parsifal 9460-sg5-00658 - Two-tone - Silver dial

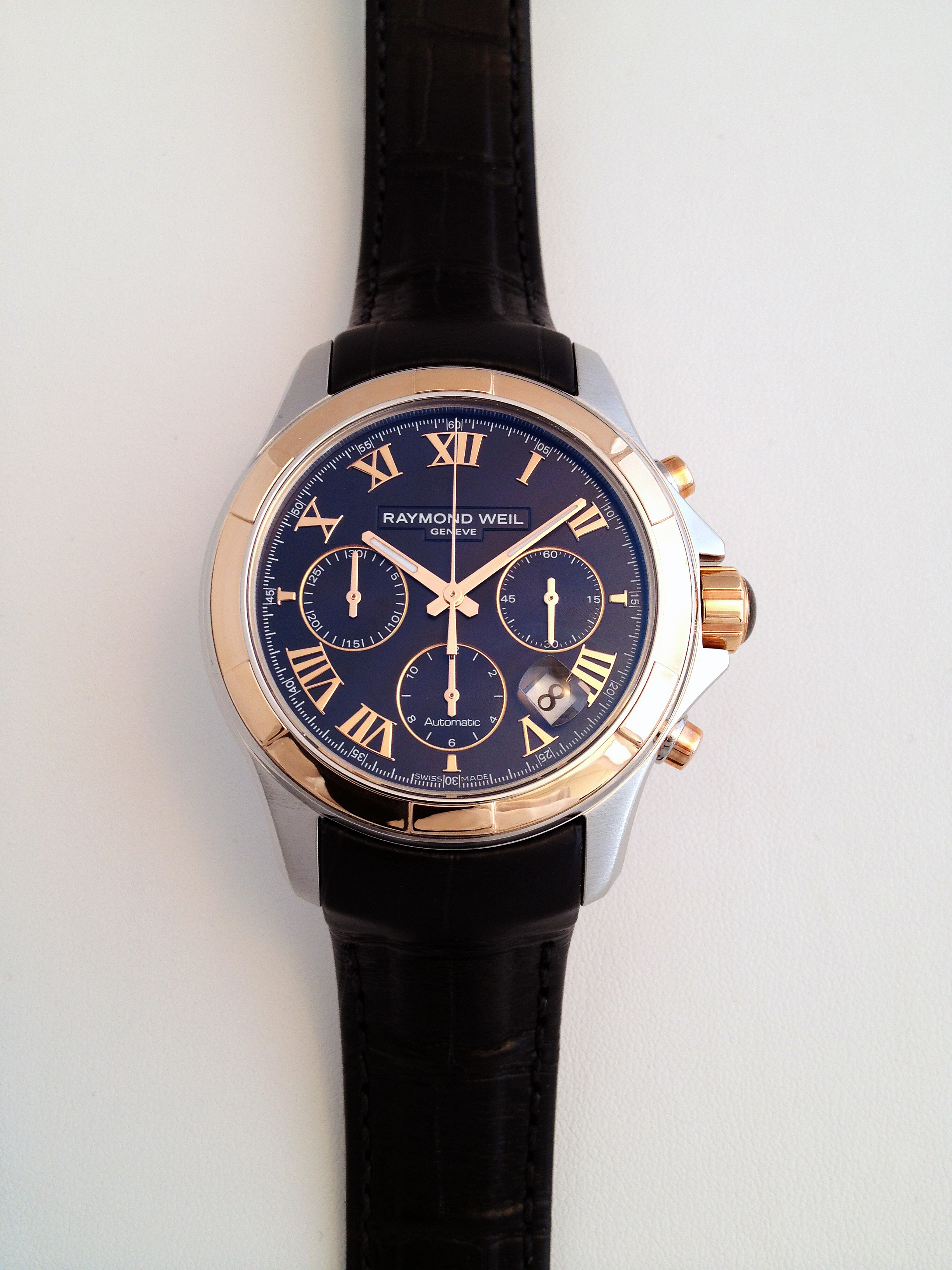
Parsifal 7260-sc5-00208 - Automatic chronograph -Two tone on leather strap

1976 : Raymond Weil et Simone Bédat crée la marque  en pleine crise horlogère.
1982 : Olivier Bernheim, gendre de Raymond Weil, rejoint l’entreprise familiale. Il en deviendra le Président et Directeur Général en 1996.
1983 : Lancement de la collection Amadeus, dont les modèles ont été créés pour le film homonyme de Milos Forman.
1986 : Lancement de la collection Othello. Ce modèle ultra fin jouera un rôle déterminant dans le développement de la marque à l’international.
1988 : Création du modèle Traviata, qui va à l’encontre des codes esthétiques traditionnels du moment.
1994 : Une campagne de publicité sur les Mouvements de Précisions dirigée par John Booth remporte le London International Advertising Awards.
1999 : Création du département Recherche & Développement et prototypage, ce qui permet à Raymond Weil de maîtriser tout le processus de conception d’une montre. Développement de la complication horlogère pour la fonction GMT du modèle Don Giovanni Così Grande « heure sautante ». Développement du système d’interchangeabilité facile et rapide des bracelets de la collection féminine Shine.
2006 : Elie et Pierre Bernheim, les petits-enfants de M. Raymond Weil, rejoignent la société. Lancement de la collection féminine Shine. Création du Raymond Weil Club qui devient le premier club créé par une marque horlogère.
2007 : Lancement des collections Nabucco et Freelancer. Refonte de l’identité visuelle et nouvelle signature de marque, Independence is a state of mind. Édition du premier Prix International de Photographie RW Club.
2010 : Lancement de la collection Maestro. Création des éditions limitées Nabucco Va, Pensiero et Freelancer Summertime.
2011 : Lancement de la collection Jasmine et de l’édition limitée Maestro 35e Anniversaire. Création de la première complication phase de lune sur mouvement automatique de la marque. Nouvelle campagne publicitaire et slogan : “Precision is my Inspiration” (La précision est mon inspiration).
2012 : Lancement d’une nouvelle campagne publicitaire représentant des partitions s’envolant autour des dernières créations de la marque. Lancement de la Maestro Phase de Lune Semainier, la première montre de la marque à présenter sur mouvement automatique des fonctions quantième, jour, mois, semaine et phase de lune.
2013 : lancement du film institutionnel Precision is my Inspiration et de son microsite offrant un parallèle entre la composition d’une œuvre musicale et la création d’une montre,.

## Création
Raymond Weil crée la marque qui porte son nom en 1976, en pleine période de crise horlogère. Il met en place son propre réseau de distribution, d’abord en Europe, puis dans le monde entier.
Olivier Bernheim, le gendre de Raymond Weil intègre l’entreprise en 1982 après plusieurs années dans le marketing pour Heineken et Unilever. Il est nommé président directeur général en 1996 et a travaillé au développement international de la marque pendant 18 ans.
Elie et Pierre Bernheim, les fils d’Olivier Bernheim, rejoignent l’entreprise en 2006. Elie Bernheim (cofondateur de 88 rue du Rhône) a d’abord été directeur marketing avant d’être nommé Président Directeur Général en avril 2014. Pierre est directeur,.

## Développement
RAYMOND WEIL se développe tout d’abord en Europe et plus particulièrement au Royaume-Uni avant d’étendre son réseau de distribution à l’international, d’abord aux Émirats arabes unis, puis aux États-Unis et à l’Inde dans les années 1980. Olivier Bernheim crée le département Recherche et Développement en 1999 avec pour objectif le contrôle absolu du processus de design des montres. Le département R&D a notamment développé la complication GMT pour les Don Giovanni Così Grande double fuseaux horaires, le système de bracelets interchangeables breveté pour la collection Shine et la complication phase de lune sur mouvement automatique pour la collection Maestro.
En 2009, la marque ouvre sa filiale américaine, RW USA Corp., mettant ainsi fin à sa collaboration avec son distributeur historique. Elle crée également RW India Pvt. Ltd. en 2010 (filiale à 100% à Bangalore) et ouvre plusieurs boutiques exclusives à Delhi, Mumbai et Chennai la même année. Les montres RAYMOND WEIL sont à présent vendues dans le monde entier,,,.
En 2013, la marque transforme son contrat de distribution au Royaume Uni en contrat de management et créé sa filiale R. WEIL DISTRIBUTION UK LTD au mois d’avril la même année.
L’entreprise développe également sa présence en ligne. Elle est la première marque horlogère de luxe à ouvrir un club réservé aux propriétaires de ses montres. La marque est également la première de l’industrie horlogère sur le réseau social Foursquare, spécialisé dans la géolocalisation, et pionnière dans le Fcommerce (Facebook commerce). En septembre 2007, RAYMOND WEIL devient également la première maison horlogère de luxe à créer son île sur Second Life. La présence de la marque sur Second Life et les autres réseaux sociaux fait partie d’un choix stratégique d’adopter les nouveaux réseaux de communication pour être plus près de ses clients et véhiculer ses valeurs de marque,,.

## Personnes clés
Raymond Weil (Fondateur) est né à Genève en 1926. Après l’obtention de son diplôme de commerce, il intègre l’horloger Suisse Camy Watch S.A. en 1949, où il accède à un poste de directeur auquel il consacrera 26 années. C’est en 1976, en pleine période de crise horlogère, qu’il décide de créer sa propre entreprise.
Raymond Weil est marié et a 2 enfants et 6 petits-enfants. Il est passionné de musique classique et lyrique mais également d’art contemporain. Il aime piloter son avion et a obtenu sa licence à l’âge de 56 ans. Le 26 janvier 2014, l’entreprise a annoncé le décès de Raymond Weil,.
Il rejoint RAYMOND WEIL S.A. en 1982 et devient Président Directeur Général en 1996. Sa mission était de restructurer, développer et consolider l’image et la présence internationale de la marque, tout en conservant son identité familiale. Olivier Bernheim partage l’intérêt de M. Weil pour la musique et l’art et c’est dans cette direction qu’il a orienté l’univers de la marque. Il fonde le département recherche et développement en 1999.
Olivier Bernheim est Suisse et Français et est marié à la fille aînée de M. Weil, Diana, une pianiste professionnelle. Ils ont 3 enfants : Elie, Pierre et Noémi.
Elie Bernheim (Président Directeur Général) est le fils aîné d’Olivier Bernheim. Après l’obtention de son diplôme à la prestigieuse École Hôtelière de Lausanne et la création de sa propre société d’import-export dans le textile, Elie rejoint l’entreprise familiale en 2006. Sa mission consiste à planifier le développement stratégique de la marque. Tout comme son père et son grand-père, il apprécie la musique et possède un diplôme professionnel de violoncelle. Parmi ses nombreux projets de développement l’on peut compter le renouvellement des collections, le changement de l’identité de marque de RAYMOND WEIL, la création de nouvelles campagnes publicitaires masculines et féminines avec le photographe Suisse Joël von Allmen et la campagne publicitaire Nabucco. Elie Bernheim est devenu directeur général de l'entreprise en avril 2014.
Pierre Bernheim (Directeur) est le petit-fils de M. Weil et second fils d’Olivier Bernheim et a rejoint l’entreprise en 2006. Déjà titulaire d’un diplôme de finance, Pierre est également diplômé en business et administration internationale de La Haute École de Gestion de Genève. Intéressé par la finance, il a travaillé pour Mirabaud Bank, l’une des banques privées suisses les plus importantes. Il est passionné d’aviation et possède plusieurs permis : de vol, d’acrobatie aérienne et d’hydravion,.

## Collections

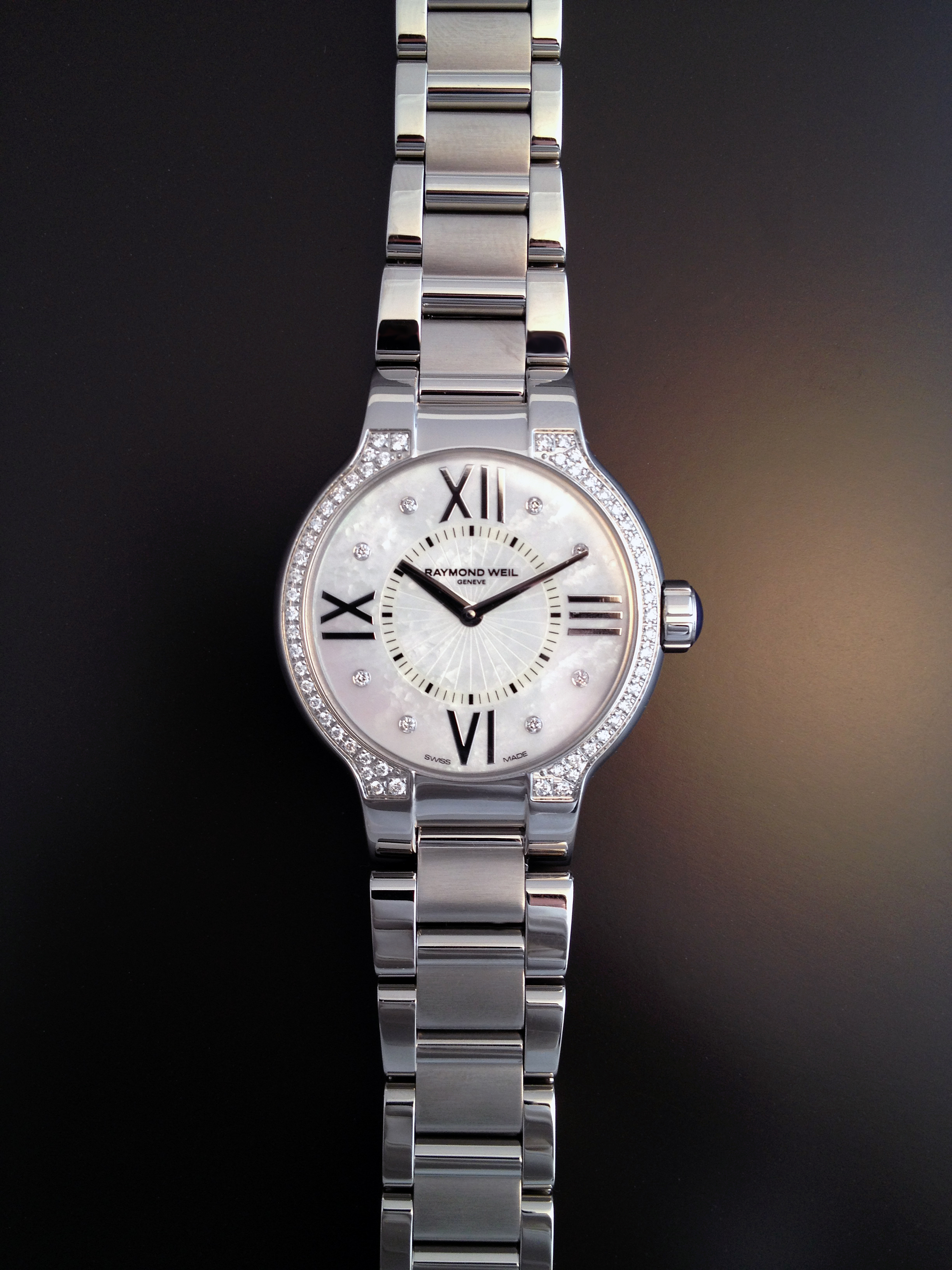
Noemia 5932-sts-00995 - 32 mm - Steel on steel 62 diamonds

## Modèles particuliers

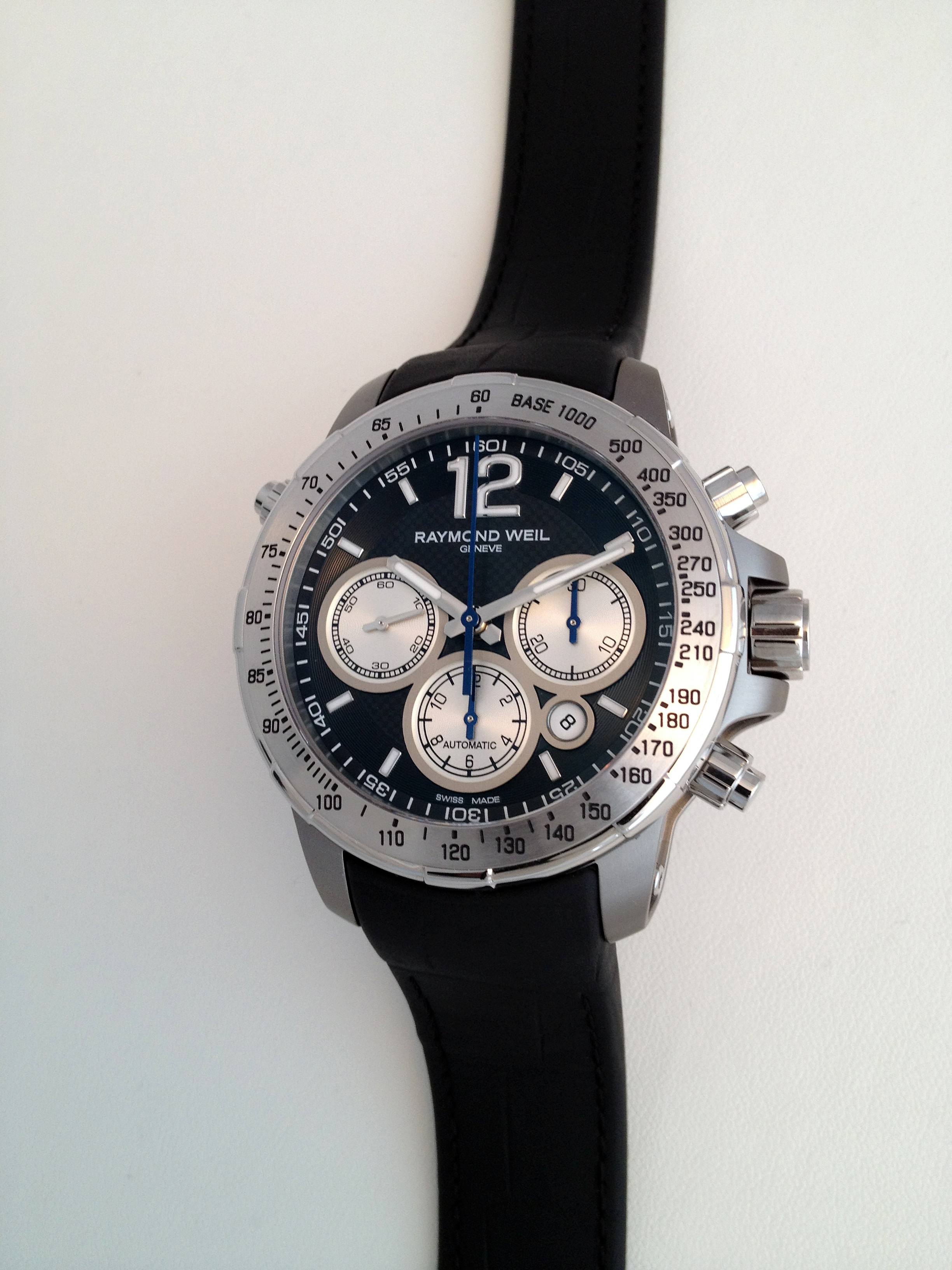
Nabucco 7700-tir-05207 - Steel and titanium - Intenso special edition

- Nabucco Cuore Caldo : double chronographe à rattrapante avec indicateur de réserve de marche de 42 heures qui permet de chronométrer un temps intermédiaire. Ce modèle en édition limitée de la gamme Nabucco mêle l’acier, le titane, la fibre de carbone et l’or rose 18 carats. Le cadran est abrité sous un verre saphir de 2,5 mm d’épaisseur avec traitement anti-reflets[27].
- La freelancer Gibson Les Paul propose plusieurs codes esthétiques empruntés à la célèbre guitare : six sillons guillochées symbolisant les cordes de l’instrument font le tour du cadran noir et portent des index en forme de frettes, rappelant le manche de la guitare, et déjà vus sur le modèle nabucco Gibson de 2015; le boîtier en acier de 43,5 mm, étanche à 100m, est surmonté d’une lunette tachymétrique rehaussée de PVD noir, un clin d’œil à l’un des modèles Les Paul les plus mythiques, la « Black Beauty » et son laquage noir ; le motif en losange, couleur or, situé à côté de la date, à 4h30, est repris des guitares « Les Paul Custom », les plus haut de gamme de la collection, dont la tête était ornée de quatre losanges en perloïd, appelés "diamant". La couleur or se retrouve aussi sur les compteurs du chronographe, la signature Les Paul, à 12h, ou encore sur les coutures du bracelet en cuir de veau ébène ajouré[28].

## Publicité
Raymond Weil marque sa première association avec les arts en 1983 avec le lancement de sa campagne publicitaire Amadeus, conjointement au film du même nom de Miloš Forman. Dès lors, pratiquement toutes les collections tireront leur nom de la musique.
En 1989, la marque produit sa campagne “Eternity” en Islande et y associe un nouveau slogan : « When time is creation » (Quand le temps est création). La campagne affiche des montres associées à l’eau, la terre, le vent et le feu.
La campagne “Precision Movements” (Mouvements de précision) lancée en 1994 est certainement l’une des plus populaires, puisqu’elle avait été dirigée par John Booth et immortalisée par le célèbre photographe Lois Greenfield. Elle représente des danseurs en lévitation symbolisant l’essence de la campagne. Cette campagne fut récompensée en 1995 lors des London International Advertising Award. Elle a permis de consolider l’image de RAYMOND WEIL comme celle d’une entreprise impliquée dans les arts,.
Precision is my Inspiration (La précision est mon inspiration), inaugurée en 2011 et tournée au Victoria Hall à Genève, représente un homme et une femme dans un environnement musical riche. La marque abandonne son slogan précédent pour le nouveau « Precision is My Inspiration »,,,,.
En 2013, un film institutionnel du même nom est présenté en conjonction avec un microsite dédié et met en avant l’attachement de la marque à la musique. Le film offre un parallèle entre la création d’une montre et la composition d’une œuvre musicale. Le microsite a été récompensé par plusieurs prix,.